# Đàn hương trắng
Đàn hương trắng, còn gọi là bạch đàn, bạch đàn hương (tên khoa học: Santalum album) là một loài thực vật có hoa trong họ Santalaceae. Loài này được L. miêu tả khoa học đầu tiên năm 1753.

## Hình ảnh

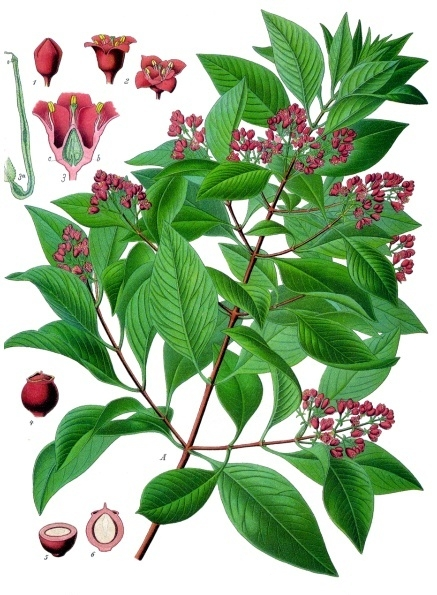
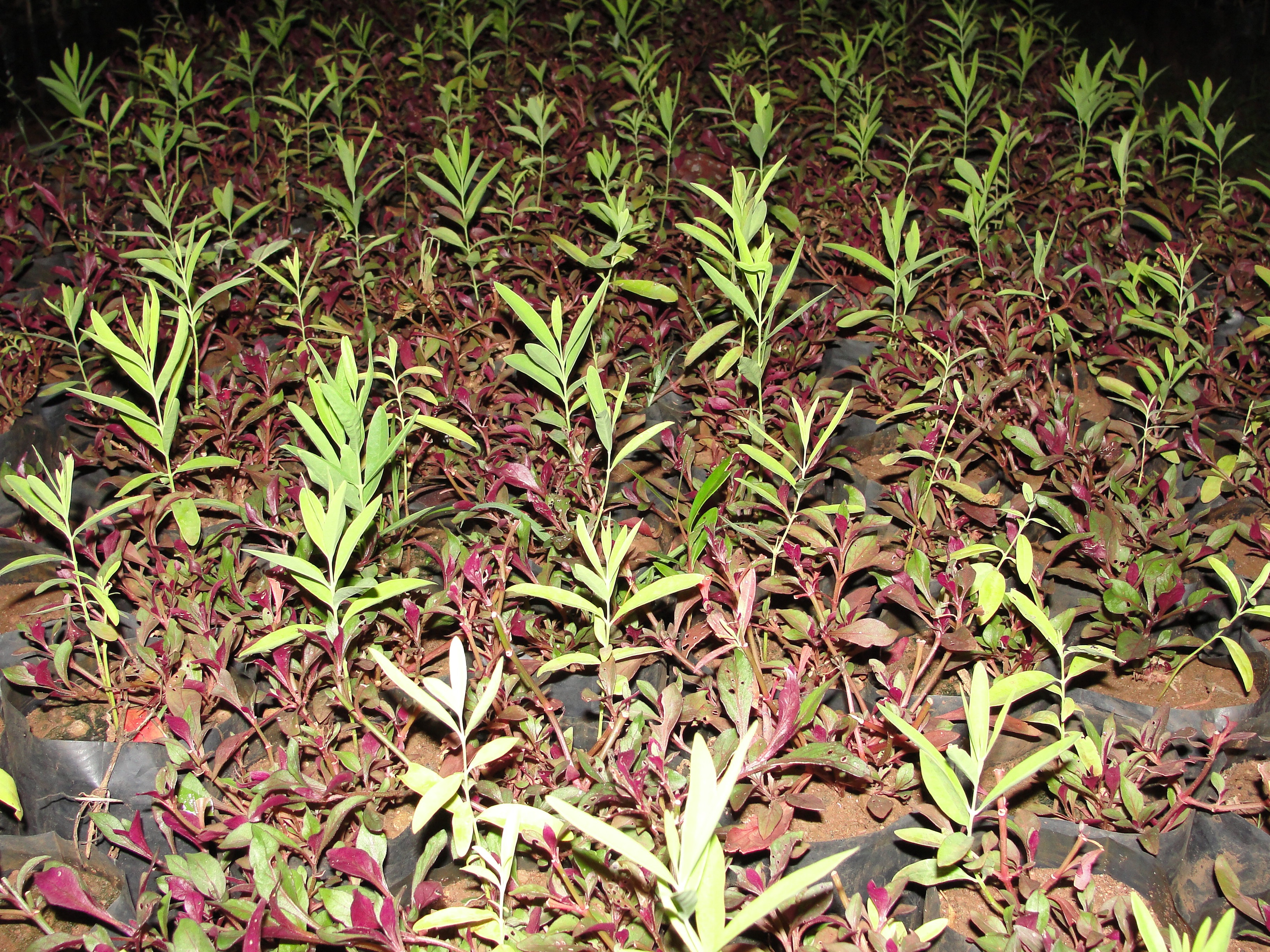
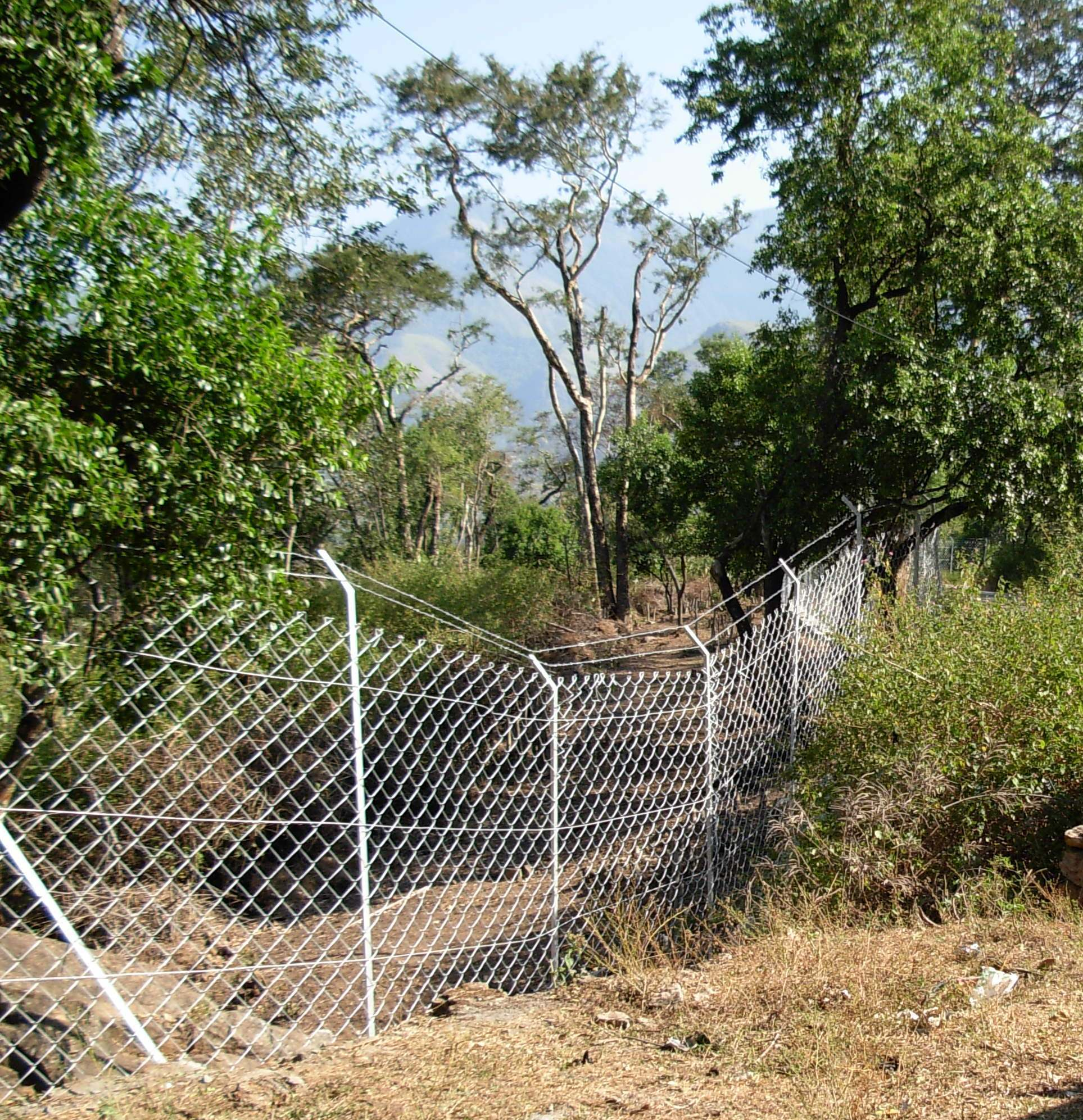
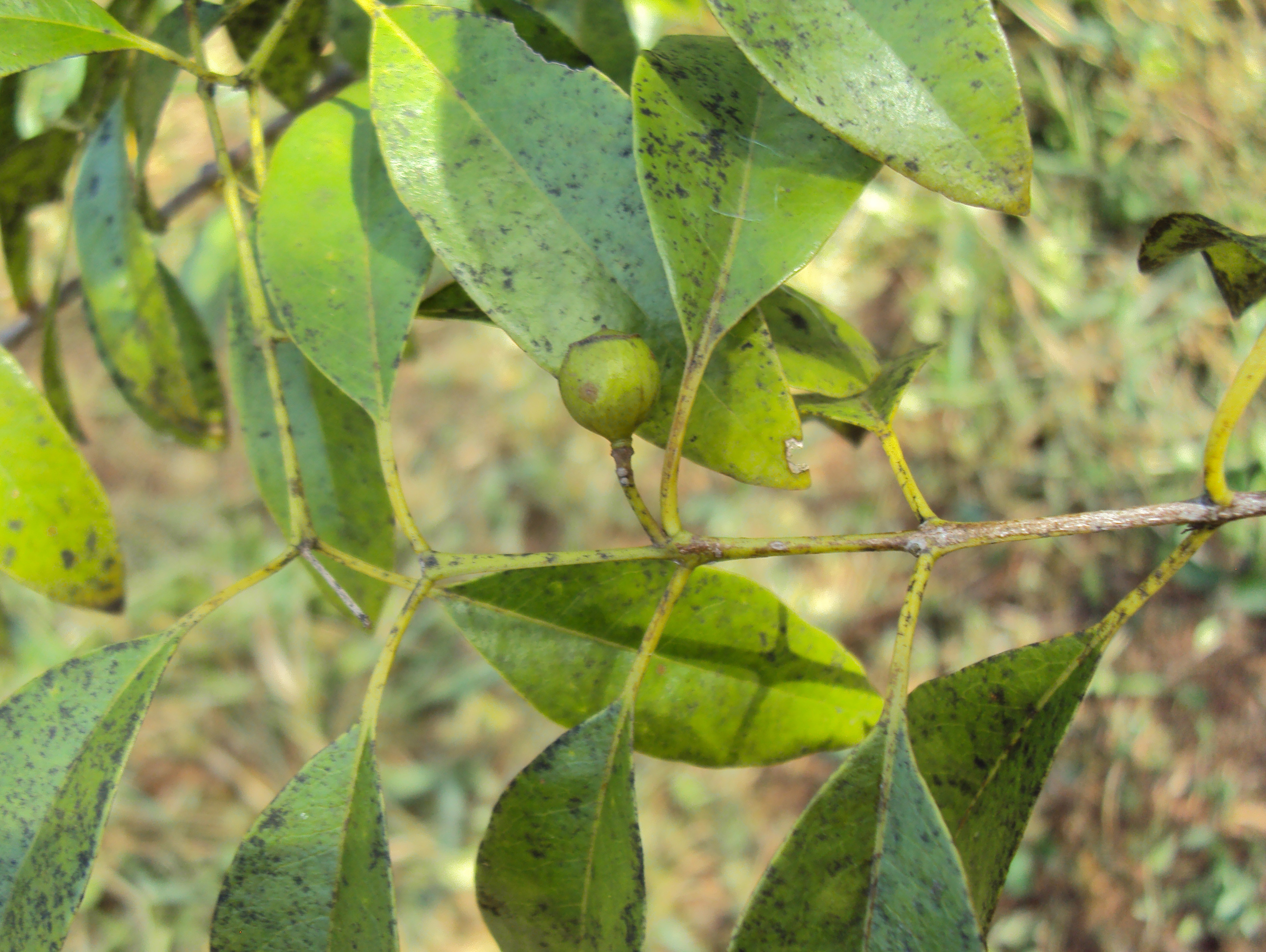
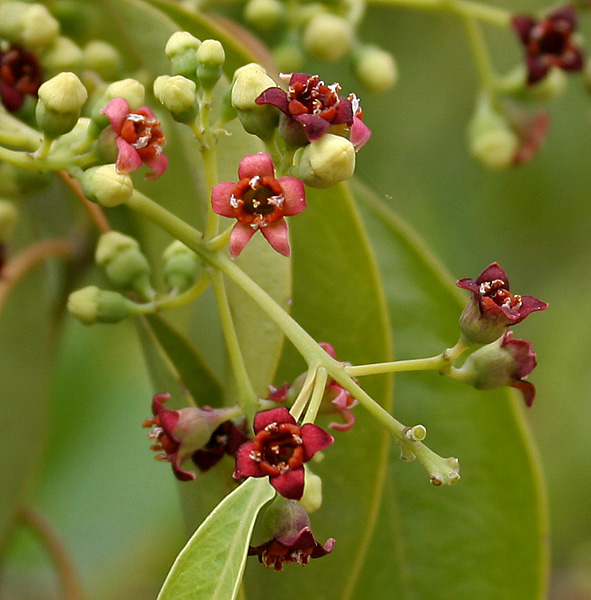
chùm hoa cùng nụ hoa đỏ
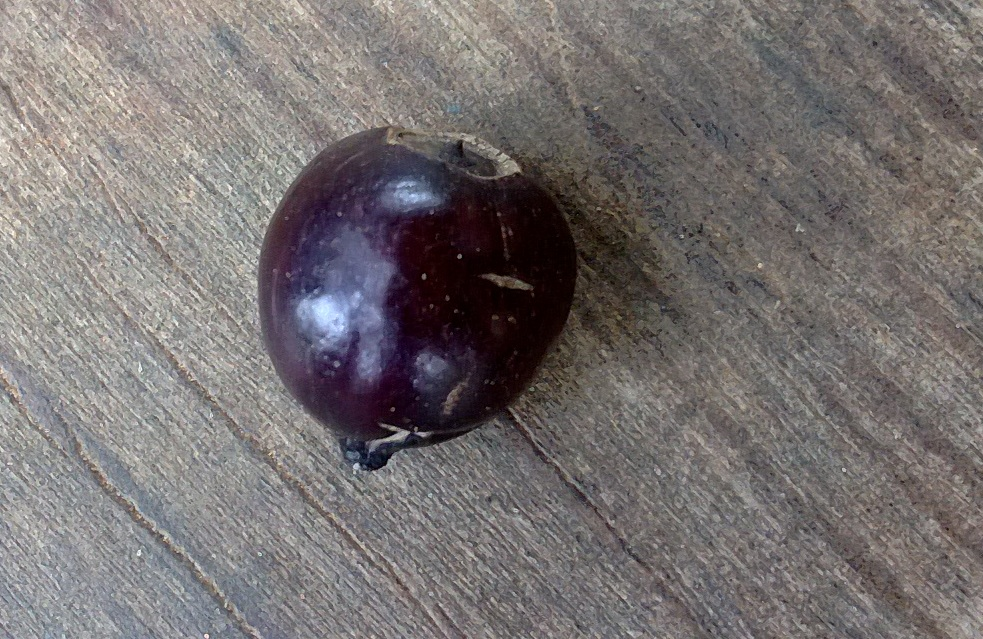
quả chín có hạt
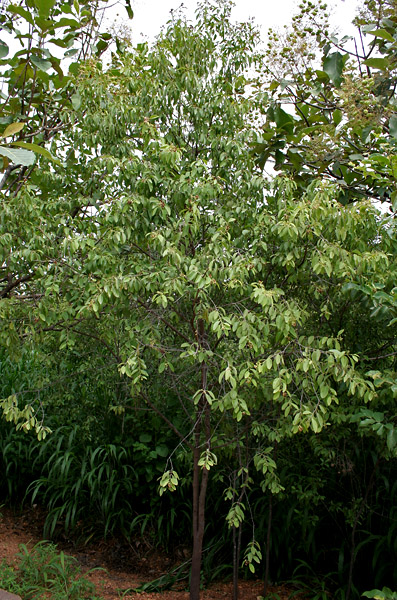
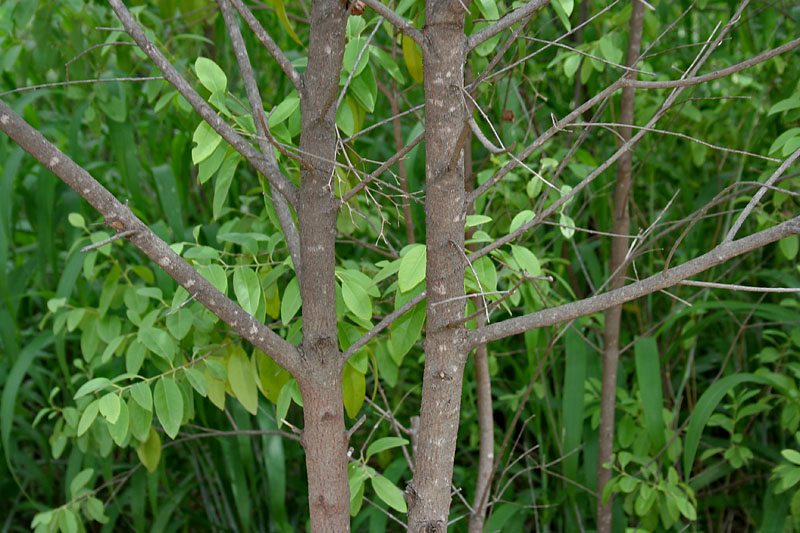
Vỏ cây

## Sự miêu tả

### Ngoại hình và chiếc lá
Cây gỗ đàn hương phát triển như một cây luôn tươixanh, nhỏ, đạt đến độ cao phát triển ở Úc lên tới 4 mét và ở Ấn Độ lên tới 20 mét. Thân cây hình trụ có thể đạt chu vi hơn 1,5 mét. Đôi khi nó cũng phát triển như một cây bụi thẳng đứng hoặc hiếm khi leo lên, đạt đến tầm cao tới 4 mét. Các bộ phận thực vật trên mặt đất là trần. [4] Ở những cây non, vỏ cây nhẵn và có màu từ nâu đến nâu sẫm, xám đen đến gần như đen. Trong các mẫu vật cũ, vỏ cây có vết nứt dọc sâu và bên trong màu đỏ. [3] Các nhánh thấp hơn đôi khi nhô ra. Các nhánh có một số rãnh sắc.
Các lá đối diện chủ yếu [3] hoặc đôi khi được sắp xếp trên các nhánh lá được chia thành cuống lá và phiến lá. [3] [2] Cuống lá tương đối mỏng, màu vàng dài từ 5 đến 15 cm và có hai luống. Phiến lá đơn giản, tương đối mỏng, có chiều dài hiếm khi 2,5 đến [4], thường từ 3 đến 8 cm và chiều rộng hiếm khi 1,5 đến, [3] thường từ 3 đến 5 cm hình bầu dục đến hình elip lanceolate hoặc thuôn [4] với một Spreitenbocation cùn, hình nêm hoặc nhọn [4] và được làm tròn đến đầu nhọn. Rìa lá hoàn toàn và đôi khi lượn sóng hoặc hơi cong về phía sau. [4] Mặt trên của lá sáng bóng và mặt dưới có màu hơi nhạt và hơi xanh. [3] [4] Sáu đến mười dây thần kinh bên có mặt ở mỗi bên của dây thần kinh giữa. [4] Các dây thần kinh mạng có thể nhìn thấy rõ. [3] [4]

### Chùm hoa và Nụ hoa
đứng bên trên hoặc cuối cùng các cuống hoa dài 4 đến 20 mm, Tổng số hoa là những cụm nhỏ, mỗi chùm có tới sáu hoa. Các bẹ hoat rụng ra sớm. Cuống hoa dài tối đa 3 mm.
Những bông hoa lưỡng tính, không mùi dài từ 4 đến 6 mm và thường là bốn, hiếm khi là năm cánh. Các bẹ hoa ban đầu có màu rơm, hơi vàng, xanh lục và chuyển sang màu đỏ hoặc đỏ tía. [4] [3] Bốn chiếc thường có hình chuông trên chiều dài khoảng 2 mm và khu vực tự do có hình tam giác - hình quả trứng. Đằng sau hầu hết bốn nhị hoa là những búi tóc, dài bằng những cái này. Ở giữa ống bao hoa thường là bốn tuyến mật hoa. Cá dĩa có bốn thùy thẳng đứng dài 1,2 đến 1,5 milimet, thùy thịt, ban đầu chuyển sang màu nâu cam và đỏ đen. bầu nhụy nằm trên cho tới bán cấp. Kiểu ngắn kết thúc bằng một vết khuyết nhỏ, tam thể. [4]

### Quả và Hạt
Quả có hạt gần như không có cuống lá, một hạt có hình cầu với đường kính khoảng 1 cm. Các thớ thịt của quả có màu đỏ và tím ban đầu khi trưởng thành, màu xanh đến đỏ đen, exocarp mịn, một endocarp cứng, hơi nhăn, mịn, màu nâu nhạt và nó được trao vương miện bởi một vết khuyết. Các hạt không có vỏ hạt (Testa). [4] Khối lượng ngàn hạt là 97 gram. [5]

### Nhiễm sắc thể
Số lượng nhiễm sắc thể thường là 2n = 20, hiếm khi 18

### Sinh thái học
Có sự nảy mầm biểu mô. [4] Album Santalum bán ký sinh (Hemiparait) ký sinh trên rễ của các loài cây khác để cung cấp cho mình nước và muối vô cơ. Các cây chủ bao gồm Senna siamea và Drypetes lasiogyna.
Ngoài việc tự thụ phấn, sự thụ phấn xảy ra thông qua các loài côn trùng khác nhau như ong, bướm và bọ cánh cứng. Các hạt chủ yếu được phân phối bởi các loài chim ăn trái cây.
Cây gỗ đàn hương dễ bị phytoplasmas, trong trường hợp cực đoan dẫn đến cái chết của mẫu vật, trong khi cây chủ có thể bị các loại nấm gây bệnh như Fusarium và Phytophthora tấn công.

### Xuất hiện và nguy cơ
Theo PROSEA, khu vực phân phối ban đầu chưa được biết, nó bị nghi ngờ thuộc về vòng cung phía đông nam Indonesia, trong đó Timor và Sumba được coi là những hòn đảo quan trọng nhất. Theo IUCN, phạm vi tự nhiên của album Santalum trải dài từ Ấn Độ (Karnataka, Tamil Nadu) đến Trung Quốc và Philippines đến Quần đảo Sunda nhỏ hơn. [7]
Album Santalum phát triển mạnh trong phạm vi tự nhiên nằm rải rác trong rừng khô rụng lá. Theo Danh sách đỏ các loài có nguy cơ tuyệt chủng của IUCN, năm 1998, album Santalum được xếp hạng "dễ bị tổn thương" tại các khu vực nhà của nó. Nguyên nhân chính của mối đe dọa là sự cạn kiệt. [7]
Theo PROSEA, sự xuất hiện ngày nay kéo dài từ quận Bondowoso ở phía đông Java tới Timor, Sulawesi, Moluccas và miền bắc Australia. Các khu vực trồng gỗ đàn hương ngày nay được tìm thấy ở nhiều khu vực nhiệt đới, như Sri Lanka, miền nam Ấn Độ, Trung Quốc, Đài Loan, Úc và Indonesia. [4]